# 患者搬送車
患者搬送車（かんじゃはんそうしゃ）は、病気や負傷などのうち、緊急性の低い患者（一部例外あり。詳細は後述）を搬送するための設備を有する車両で、「福祉改造車両」に分類される。

国際シンボルマーク
(車いすマーク)

車体に青色の身体障害者ピクトグラム（国際シンボルマークの「車いすマーク」）が貼ってある場合もある。
患者搬送車は一般車両となるので、救急車と異なり、赤色灯やサイレンを鳴らして単独での緊急走行は許されない。
患者を搬送するための設備は様々で、軽症の車イス患者を乗せるためのスロープが車両後部に付いている「軽乗用車タイプ」をはじめ、寝たきりの患者をストレッチャーごと積載できる「ワゴン車タイプ」まで、いろいろなものがある。

## 医療機関の患者搬送車

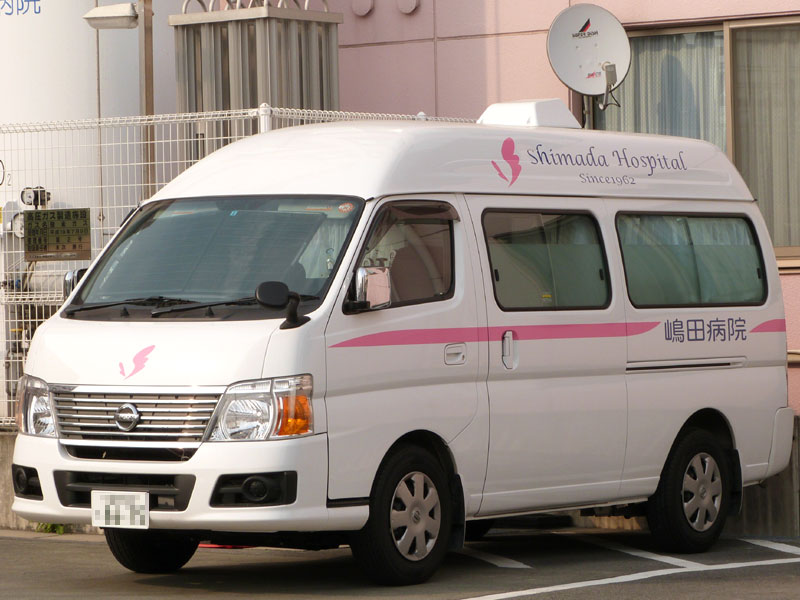
病院の患者搬送車。
車内は2B型救急車とほぼ同じ

- 医療機関が所有する患者搬送車は、主として患者の入院・転院・退院の際に緊急搬送の必要性が低い、比較的症状の安定した患者などで、かつ自力歩行が困難な患者に対して使用される。
- 車内の設備は医療機関の救急車と比べても特に大きな差はなく、搬送の際には入院時に当該患者を担当していた看護師などが付き添いで同乗する。搬送車も職員も医療機関の所属であるため、必要があれば主治医の指示のもと、車内で患者への薬剤投与などの医療行為を行うことは「医療機関が行う医療行為の延長」と解されるため、法令上も特に制限はなく許される[1]。
- 災害発生時において、医療機関の救急車の代わりに、病院のDMAT隊が 医療機関の患者搬送車で被災地に出動し災害医療を行う場合もある。

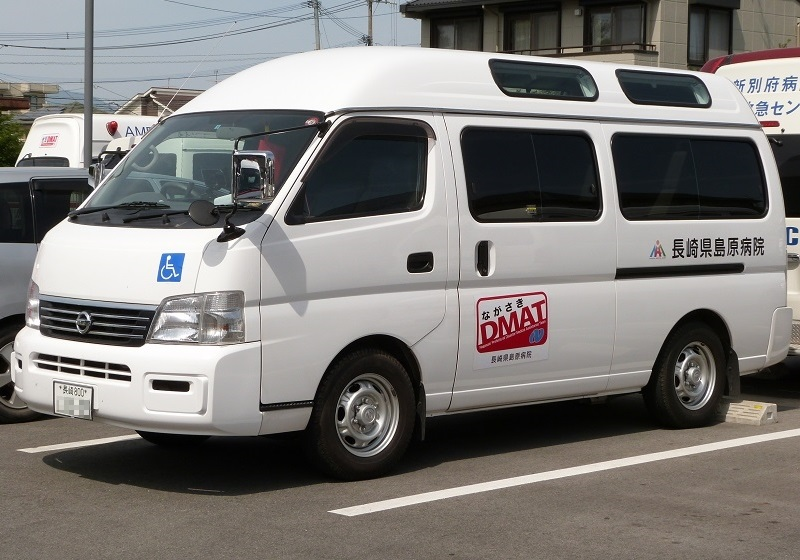
DMATで災害出動した、医療機関の患者搬送車

- 車両は白ナンバーであり、入院・転院・退院の患者は（常識的に見て極端な遠距離でない限り）基本的に運賃は無料であるが、その医療機関と関係のない患者は利用することが出来ない。
- デイサービス施設などの利用者は病人・患者ではないため、それらの施設の福祉車両は単に「送迎車」などと呼ばれる。

## 保健所の患者搬送車
- 患者搬送車は基本的に緊急性の低い患者を搬送するための福祉車両であるが、市町村などの自治体、特に保健所が所有する患者搬送車だけは例外で、“緊急性の高い患者” を搬送する場合がある。すなわち、消防の救急車が対応できない[2]ような伝染性の高い感染症患者が発生した、又は疑い患者が発見された際、保健所は法令上 独自に救急車を所有できないため、その代わりに感染症専用の患者搬送車を所有している場合がある[3][4]。
- 内部装備は「空港の救急車」とほとんど変わらない構造となっており、ただ赤色灯やサイレンが付いていないという点が異なっている。自治体や保健所によっては、「アイソレーター」という、ストレッチャーの上に寝た患者をカプセル型のカバー[5]で覆う隔離器具を搭載したものもある。
- 運転手をはじめ、付き添いの職員は全員が防護服を着用する。病原体による汚染の拡大や職員の２次感染事故を防ぐため、車内での医療行為は一切行わない事、と運用規準や内規で定めている保健所が多い。

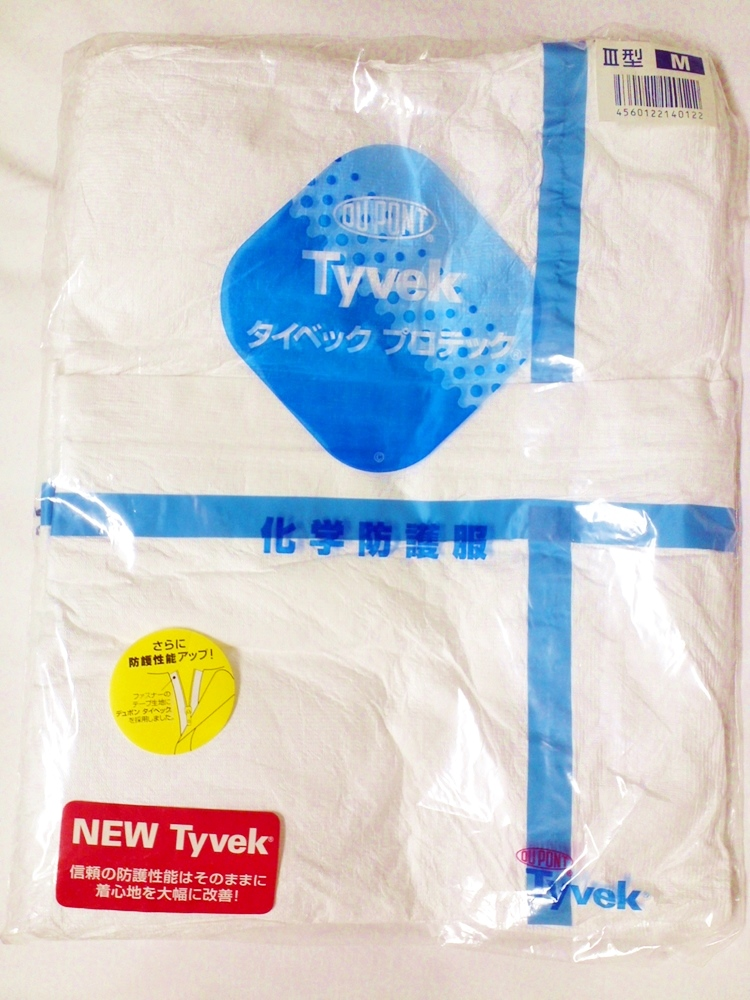
職員が着用する防護服

- 実際の患者搬送時には、車両の前方を警察の緊急車両が先導する形で特別に緊急走行する[6] [7]。
- 車両は白ナンバーで運賃は無料であるが、当然ながら通常は利用することが出来ない。

## 企業・工場の患者搬送車

労働安全（緑十字）マーク

- 敷地面積が広く、徒歩などでは移動に時間が掛かるなどの理由で、製鉄所や 火力発電所、石油コンビナート などの大規模事業所、大規模工場、その他にも来客数の多い一部のテーマパークなどでも、従業員や利用客の急な体調不良や労災事故発生などに備えて、患者搬送車を所有しているところがある。
- 工場や発電所などの大規模事業所では、労働安全担当の部署や 自衛消防隊などが運用している場合が多い。

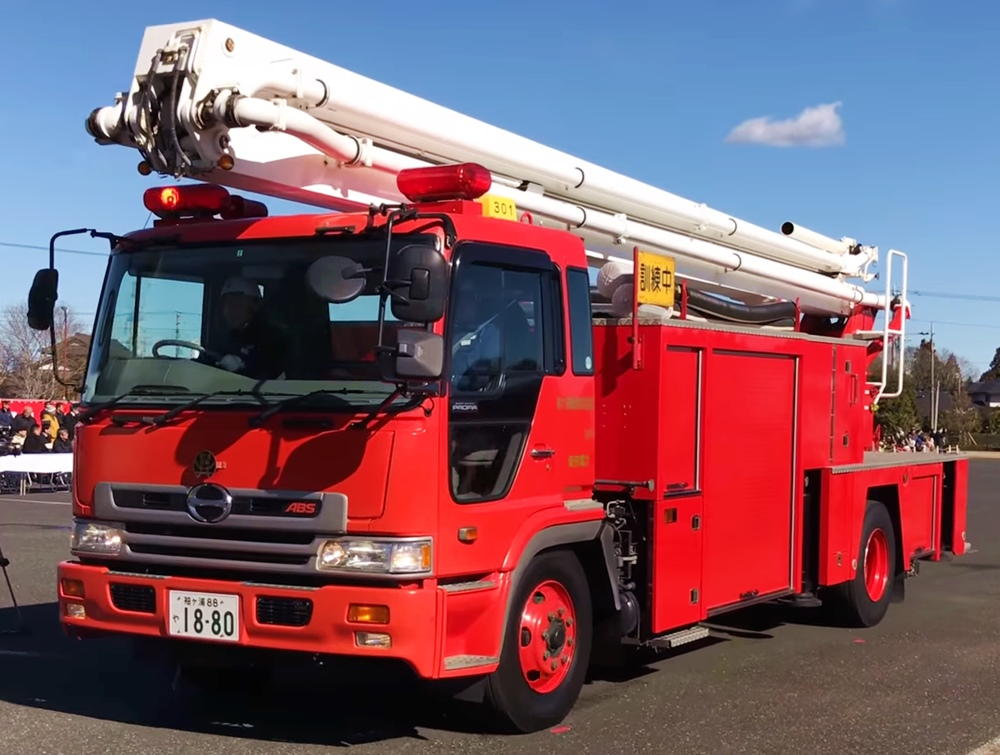
高所放水車
（東京電力　自衛消防隊）

事業所によっては、患者搬送車の外装に「労働安全」を表すシンボルの 緑十字マークが貼ってあるものもある。
- 主な装備は、ストレッチャーや酸素ボンベなどで、車内では医師の指示が無くても実施可能な一次救命処置（心臓マッサージ・人工呼吸など）や一般人向けAEDの使用、圧迫止血、火傷の冷却などを含む 「簡易な応急手当て」 を行うことが出来る。この範囲を超えた 注射や輸血などの医療行為は法令上、許されない[8]。

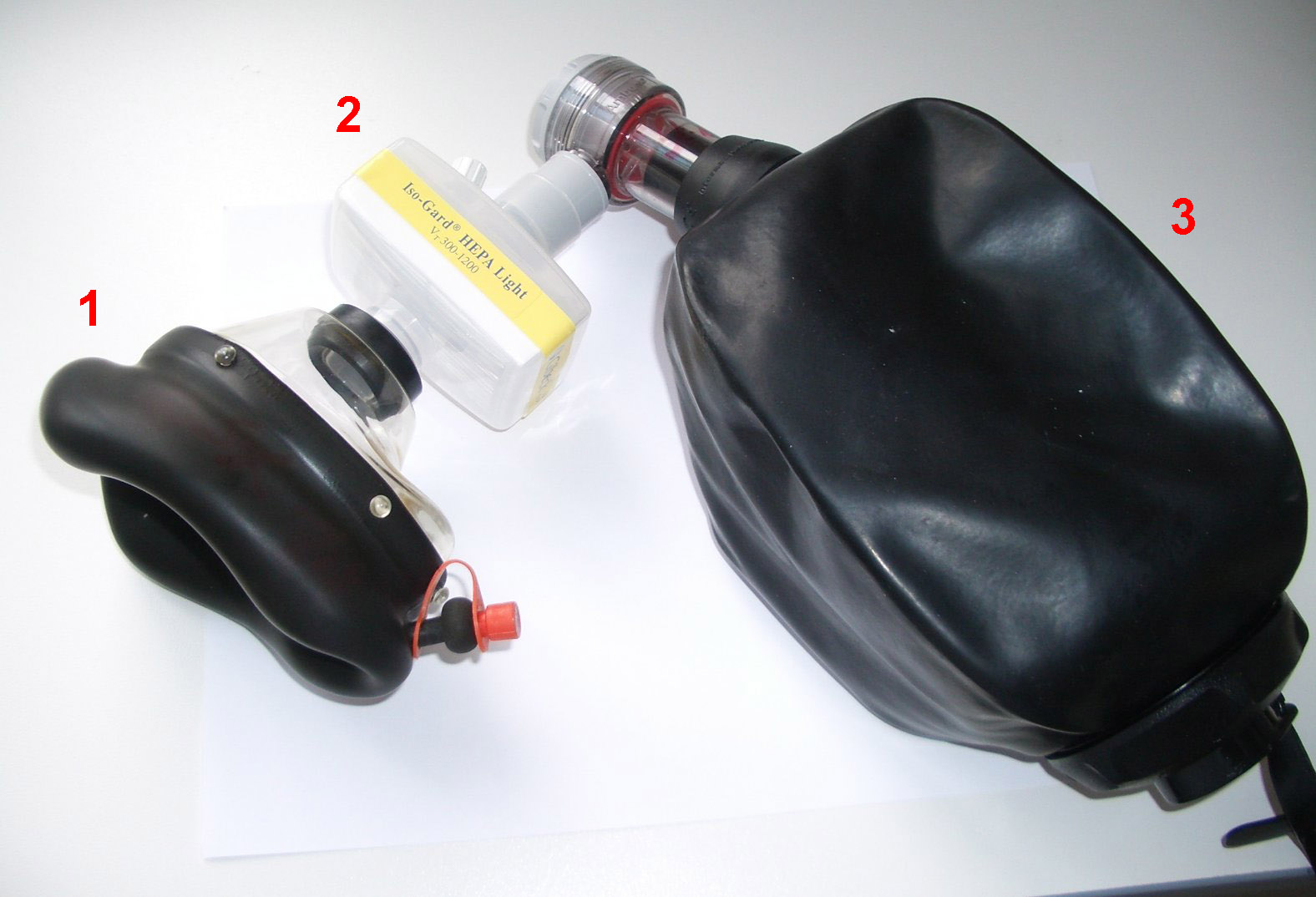
人工呼吸に使用するアンビュバッグ

- 軽症であれば、事業所の患者搬送車に乗せたまま、社内の事故対応マニュアルであらかじめ指定された医療機関へと搬送する。重症（疑い例を含む）の場合は、事業所の敷地出入り口までは患者搬送車で搬送し、敷地の外から医療機関までの間は消防の救急車に緊急搬送してもらう、といったパターンもある。
- 白ナンバーで運賃無料であるが、その企業・施設と関係のない者は利用することが出来ない。

## 運送業者の患者搬送車

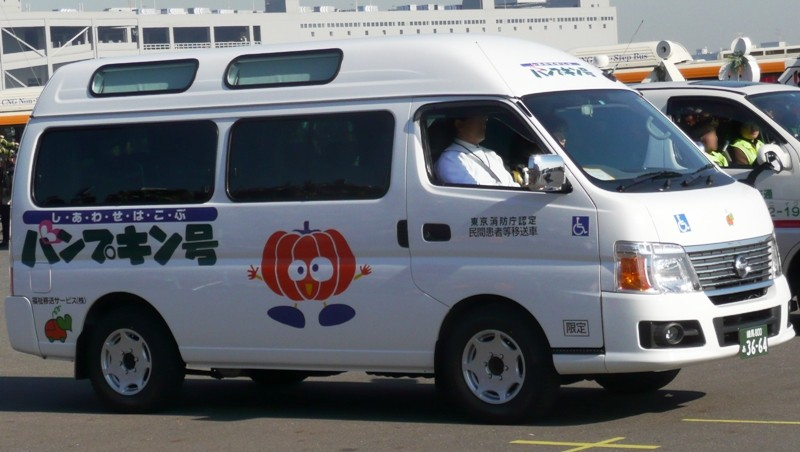
民間の患者搬送車

- 運送業者が所有する患者搬送車は、一般に「介護タクシー ・福祉タクシー・民間救急」と呼ばれるもので、車体に「民間患者等搬送車両」と表示してあり、緑ナンバーである。「患者等」とある通り、患者以外の者（障害者など）でもタクシーと同じように利用できる。
- 通常のタクシー運賃に加え、介護料が別途かかるため、一般的なタクシー運賃よりも割高な料金であるが、症状の軽い または 安定している患者等をメインに、誰でも利用できる。
- 運送業者所属の介護ヘルパーや看護師、救急救命士の有資格者が同乗していたとしても、車内で受けられるサービスは介護程度の水準に留まり、一般人向けAEDを含む「簡易な応急手当て」の範囲を超えた医療行為は、あとで責任問題となるため、通常は行われない（救急救命士（有資格者を含む）は、本物の救急車内など 法令で認められた場所以外で救急業務を行う事は、メディカルコントロールの観点から法律で明確に禁止[9]されている。ただし、緊急避難として喀痰吸引等を行う事はある。

なお、看護師・准看護師が同乗しており、かつ主治医等の指示書があれば車内での医療処置は看護師の権限内で行うことができる。
- 緊急性の低い軽症患者を、運送業者が救急隊に代わって搬送するのは消防の負担軽減につながる、ということで、地方の消防署の中には運送業者に対して「認定」を下ろしている所もある[10]。（当初は消防が積極的に利用を推奨している訳ではないため、認定という表現になったが、近年では救急車の適性外利用が増えており、消防司令が緊急性が無い、と判断できる案件については管轄の民間救急に連絡するよう促す例も増えてきた）
- 最近では車両更新により廃車となった救急車を払い下げてもらい、塗装し直して患者搬送車に再利用している業者もいる。